# Manacor
Manacor is een gemeente in de Spaanse provincie en regio Balearen met een oppervlakte van 260 km². Manacor heeft 40.279 inwoners (1 januari 2016). De gemeente ligt op het eiland Mallorca.
Haar wapen is een voorbeeld van een sprekend wapen; een hand (Catalaans: mana) houdend een hart (Catalaans: cor).

## Demografische ontwikkeling
Bron: INE; 1857-2011: volkstellingen
Opm.: In 1897 werd San Lorenzo de Cardessar een zelfstandige gemeente

## Economie
Tot de 19e eeuw was de economie in Manacor gebaseerd op landbouw en veeteelt. Er werd echter ook aan textielproductie gedaan en er werden potten gemaakt. Sinds 1960 introduceerde men het toerisme om de economie te stimuleren. Het toerisme speelde echter een beperkte rol in de economie.
Manacor is een van de economische gemeenten op Mallorca. Manacor staat ook bekend om zijn parelfabriek.

## Feesten
- Het bekendste feest in Manacor is Fires i Festes de Primavera. Deze worden gevierd van het einde van mei tot het begin van juni. Tijdens deze dagen zijn er verschillende activiteiten en tentoonstellingen. De festiviteiten eindigen met een grote parade.
- Feest van Santiago, patroonheilige van Manacor. (25 juli)
- Septemberfeesten

## Geboren in Manacor
- Antoni Maria Alcover (1862-1932), schrijver
- Miguel Ángel Nadal (1966), voetballer, oom van Rafael Nadal
- Arnau Caldentey (1981), voetballer
- Albert Riera (1982), voetballer, oudere broer van Albert Riera
- Elena Gómez (1985), turnster
- Rafael Nadal (1986), tennisser
- Llorenç Riera (1987), voetballer, jongere broer van Albert Riera
- Tomeu Nadal (1989), voetballer